# Voo Lion Air 610
O Voo Lion Air 610 (JT610) foi um voo doméstico regular de passageiros operado pela companhia aérea da Indonésia Lion Air do Aeroporto Internacional Soekarno-Hatta em Jacarta para o Aeroporto Depati Amir em Pangkal Pinang. Em 29 de outubro de 2018, a aeronave que operava o voo, um Boeing 737 MAX 8, caiu 13 minutos após a decolagem. Os destroços da aeronave foram encontrados no mar de Java, na costa de Java.
Autoridades concluíram, oficialmente, que todos os 189 passageiros e tripulantes (181 passageiros e 8 tripulantes) estão mortos, com base em partes do corpo e detritos encontrados até agora.
É o acidente aéreo mais mortal da história envolvendo um Boeing 737 (todas as séries), superando o Voo Air India Express 812 de 2010.
Uma caixa preta da aeronave foi recuperada por um mergulhador no dia 1 de novembro de 2018 durante as operações de resgate. O gravador de voz foi encontrado no dia 14 de janeiro de 2019.

## Aeronave
A aeronave envolvida era um Boeing 737 MAX 8, registro PK-LQP e número de série 7058, impulsionado por dois motores CFM International LEAP. A mesma havia sido entregue à Lion Air em 13 de agosto de 2018 e voou para a Indonésia dois meses antes do acidente. No momento do acidente, a aeronave tinha cerca de 800 horas de voo em serviço comercial. Este é o primeiro acidente envolvendo um 737 MAX desde a entrada em funcionamento do modelo em 2017.

## Passageiros e tripulação

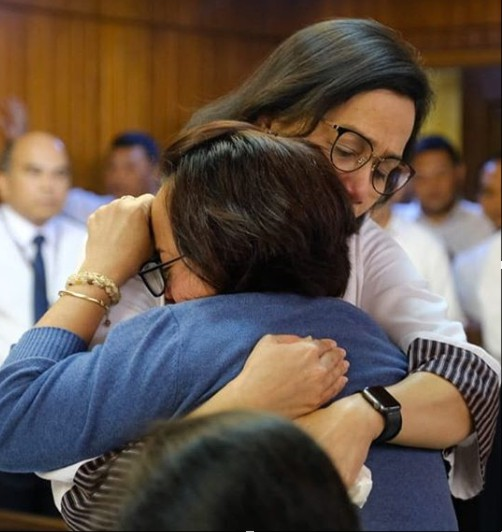
Ministra das Finanças da Indonésia, Sri Mulyani, confortando um dos parentes mais próximos de uma das vítimas. Ao menos vinte funcionários de seu ministério foram mortos no acidente.

Segundo as autoridades indonésias, havia 189 pessoas a bordo da aeronave: 181 passageiros (178 adultos e três crianças), além de seis tripulantes de cabine e dois pilotos. A Lion Air identificou o capitão do voo como um cidadão indiano que voou para a companhia aérea por mais de sete anos e registrou cerca de 6 mil horas de voo, com seu co-piloto indonésio que registrou cerca de 5 mil horas de voo.
Vários funcionários do governo, funcionários do estado, parlamentares regionais, promotores públicos e juízes estariam a bordo da aeronave através de seus respectivos órgãos governamentais e instituições do Estado. Vinte funcionários do Ministério das Finanças, dez funcionários do Conselho Fiscal da Indonésia, dois auditores da Agência de Finanças e Desenvolvimento, sete membros do Conselho Regional Representativo da província de Bangka-Belitung, três promotores públicos e três juízes do Tribunal de Grande Instância e Nacional da Indonésia estavam entre os passageiros. Havia ainda dois estrangeiros confirmados entre os que estavam a bordo: o piloto, que era indiano, e um cidadão italiano, o ex-ciclista profissional Andrea Manfredi.

## Acidente

Foram cerca de 13 minutos de voo (23:20h às 23:33h UTC), onde o avião atingiu uma altitude máxima de cerca de 5.000 pés (1524 m). O avião alcançou sua maior velocidade durante a queda: cerca de 639 km/h.

O voo decolou de Jacarta em 29 de outubro de 2018 às 6h20, horário local (28 de outubro de 2018, 23h20 UTC) e estava programado para chegar ao Aeroporto Depati Amir, em Pangkal Pinang, às 7h20. Decolou em direção ao oeste antes de circular em direção a um ponto nordeste, que ocupou até cair no mar, a cerca de 6h33, a nordeste de Jacarta, em águas cuja profundidade estimada é de até 35 metros (115 pés). A aeronave atingiu uma altitude máxima de cerca de 5 000 pés (1 500 m) antes de descer e subir várias vezes até que sua transmissão final a mostrasse a uma altitude de cerca de 1 150 m com uma velocidade de 345 nós (397 m/h, 639 km/h).

Percurso do avião até à sua queda (X vermelho).

De acordo com um funcionário do escritório de busca e salvamento de Pangkal Pinang, a tripulação solicitou autorização para retornar ao aeroporto de Jacarta em algum momento durante o voo. O local do acidente estava localizado a 34 milhas náuticas (63 km) da costa da regência de Karawang, na ilha de Java.
Cerca de 40 sacos com destroços - incluindo sapatos, carteiras e roupas - foram recolhidos. Yusuf Latif, porta-voz da agência nacional de busca e resgate, afirmou que a localização de sobreviventes seria um "milagre", analisando o estado dos fragmentos e partes de corpos recuperados.

## Consequências
Uma operação de busca e salvamento foi implantada pela Agência Nacional de Busca e Resgate da Indonésia (Basarnas), com a assistência da Força Aérea da Indonésia e da Marinha da Indonésia. Basarnas despachou cerca de 150 pessoas em barcos e helicópteros para o local do acidente. As embarcações civis também responderam aos relatórios de uma aeronave abatida, e a tripulação de um rebocador relatou às autoridades em Tanjung Priok que eles tinham testemunhado um acidente de avião às 6h45 da manhã e localizaram detritos na água às 7h15. Os detritos que se acredita serem da aeronave foram encontrados perto de uma plataforma de produção offshore perto do local do acidente. A Agência Indonésio de Avaliação e Aplicação de Tecnologia implantou o navio de pesquisa Baruna Jaya, que havia sido implantado anteriormente durante a busca do Voo Adam Air 574 e do Voo AirAsia 8501.
Um porta-voz da agência confirmou aos repórteres que a aeronave havia caído, apesar de que, por volta das nove horas da manhã, uma autoridade de Tanjung Priok disse que não havia informações sobre a condição das pessoas a bordo. Muhammad Syaugi, chefe do Basarnas, confirmou mais tarde que houve baixas, sem especificar um número.
Em resposta ao acidente, o Ministério dos Transportes da Indonésia criou centros de crise em Jacarta e Pangkal Pinang. A Lion Air também ofereceu voos gratuitos para as famílias das vítimas em Jacarta. Em 30 de outubro, mais de 90 parentes foram levados para Jacarta para a identificação das vítimas. O CEO da Lion Air, Edward Sirait, declarou que as acomodações haviam sido fornecidas para os parentes e mais tarde acrescentou que os parentes deveriam ir ao Aeroporto Internacional Halim Perdanakusuma para obter mais informações. O governo da Regência Karawang enviou 15 ambulâncias para o processo de evacuação das vítimas.
Como 20 dos passageiros eram funcionários do Ministério das Finanças da Indonésia, Sri Mulyani, a Ministra das Finanças da Indonésia visitou imediatamente o escritório da Agência de Busca e Resgate da Indonésia em Jacarta, buscando coordenação e mais informações. Mais tarde, ela anunciou que todos os funcionários de seu ministério deveriam usar uma fita preta por uma semana em respeito às vítimas.
A ministra da Saúde, Nila F Moeloek, e o ministro dos Transportes, Budi Karya Sumadi, visitaram os familiares das vítimas. O presidente indonésio, Joko Widodo, que estava participando da conferência em Bali durante o acidente, visitou os esforços de recuperação no Porto de Tanjung Priok no dia seguinte.
O primeiro-ministro canadense, Justin Trudeau, o presidente russo, Vladimir Putin, e vários artistas indonésios expressaram suas condolências após o acidente.
O Departamento Australiano de Negócios Estrangeiros e Comércio anunciou que sua equipe seria proibida de voar na Lion Air, assim como suas subsidiárias Batik Air e Wings Air, até que a causa do acidente fosse conhecida. O Ministério dos Transportes indonésio, Budi Karya Sumadi, afirmou mais tarde que o seu ministério iria manter conversações com o governo australiano sobre o aviso.
A companhia de seguros sociais estatal Jasa Raharja declarou que um total de 50 milhões de rupias será recebido por cada parente das vítimas.
Em 31 de outubro, o ministro dos Transportes, Budi Karya Sumadi, suspendeu temporariamente o diretor técnico da Lion Air, Muhammad Arif, e deixou claro que sua suspensão estava relacionada à investigação do acidente. Budi disse que o ministério também suspendeu um número não especificado de técnicos da Lion Air que limparam a aeronave para voar em seu voo final.

## Operações de recuperação
Um oficial da Agência Nacional de Busca e Resgate da Indonésia, anunciou que a operação de busca e salvamento será realizada por 7 dias e um adicional de 3 dias, se necessário. O centro de comando será instalado em Tanjung Priok e o processo de identificação das vítimas será conduzido no Hospital da Polícia de Kramat Jati.
Em 29 de outubro, as autoridades disseram que todos a bordo estavam supostamente mortos e que os primeiros restos mortais humanos haviam sido recuperados. Os mergulhadores localizaram fragmentos da fuselagem da aeronave e diversos detritos, mas ainda não encontraram os gravadores de voo a bordo.
Um oficial das Forças Armadas Nacionais da Indonésia previu que a maioria das vítimas ainda estava dentro da fuselagem, já que o pessoal de resgate só conseguiu recuperar várias partes do corpo.
Ao contrário da operação de busca do Voo AirAsia 8501 na Indonésia, a operação de busca e salvamento do voo 610 será conduzida por 24 horas, conforme ordenado pelo presidente indonésio, Joko Widodo. As autoridades afirmaram que a má visibilidade e a forte corrente marítima dificultaram o esforço de busca e salvamento. Os drones também foram implantados na área de pesquisa. Durante a noite, os mergulhadores serão substituídos por sonar.
O chefe da Agência Nacional de Busca e Resgate da Indonésia, Muhammad Syaugi, afirmou que sua agência não foi capaz de detectar nenhum sinal do transmissor localizador de emergência da aeronave (Epirb). Ele afirmou que, embora o farol do avião fosse considerado utilizável pelas autoridades, de alguma forma não poderia enviar nenhum sinal imediatamente após o acidente.
No dia 30 de outubro, seis sacos de cadáveres foram usados para recuperar restos humanos. No dia seguinte, foi relatado que "pings" de transponder haviam sido detectados a, no máximo, 3 quilômetros (1,9 mi) do grupo de oito pontos de busca atuais, possivelmente de um ou de ambos os balizas de localização subaquática do voo da aeronave. gravadores.
A primeira vítima foi identificada em 31 de outubro. Na época, mais de uma dúzia de partes do corpo haviam sido encontradas pelas autoridades. Algumas das partes derivaram mais de 5 km na corrente marítima. A polícia também informou que 152 amostras de DNA foram coletadas do parente das vítimas. Centenas de peças da aeronave também haviam sido recuperadas; todos eles foram transportados para Tanjung Priok, Jacarta. As autoridades afirmaram que a área de busca de cadáveres e detritos seria focada perto da costa de Karawang, pois a análise mostrou que a corrente marítima na área traria destroços para o sul (Karawang Regency). Um centro de comando foi estabelecido em Tanjung Pakis, Karawang pelas autoridades para supervisionar o esforço de salvamento.
No mesmo dia, as autoridades ampliaram a área de busca de 10 milhas náuticas para 15 milhas náuticas. Em todos os 39 navios (incluindo 4 equipados com sonar) e 50 mergulhadores foram implantados na área de busca. A Polícia Nacional da Indonésia anunciou que 651 funcionários haviam se juntado e ajudado na operação de busca e salvamento. Funcionários afirmaram que a operação, a partir de 31 de outubro, será mais focada em encontrar a fuselagem e seus gravadores de voo.
As autoridades revelaram que, a partir de 31 de outubro, não recuperaram corpos intactos do mar.
Em 1 de novembro, equipes de resgate anunciaram que haviam encontrado o gravador de dados de voo (FDR) do Voo 610, localizado a uma profundidade de 32 metros (105 pés). O FDR foi relatado como estando em boas condições e seria enviado a Jacarta para um exame mais aprofundado realizado por investigadores. O gravador de voz do cockpit (CVR), no entanto, foi reportado como ainda não encontrado.
Em 3 de novembro, foi relatado que um mergulhador de resgate indonésio voluntário havia morrido durante a busca, na tarde de 2 de novembro. Acredita-se que ele morreu de descompressão.
Um segundo trem de pouso e os dois motores da aeronave puderam ser recuperados pelo pessoal de busca e salvamento, enquanto o corpo principal da aeronave havia sido localizado pelas autoridades. O corpo principal da aeronave estava localizado a 7,5 km da costa de Tanjung Pakis e localizava-se a cerca de 200 metros do local onde o FDR foi descoberto. Os mergulhadores foram imediatamente enviados para a área. "Pings" fracos do CVR da aeronave também foram ouvidos.
Em 4 de novembro, cerca de 1 400 pessoas, incluindo 175 mergulhadores, foram enviadas para o local do acidente. 69 navios, 5 helicópteros e 30 ambulâncias também foram despachados. O chefe da Agência Nacional de Busca e Resgate da Indonésia, Muhammad Syaugi, anunciou que a operação de busca e salvamento seria prorrogada por mais três dias.

## Investigação
A aeronave teria sido usada em um voo do Aeroporto Internacional Ngurah Rai, em Bali, para o Aeroporto Internacional Soekarno-Hatta, em Jacarta, no dia anterior ao acidente. Alguns passageiros, naquele voo, relataram que a aeronave havia sofrido um problema no motor e foram instruídos a não embarcarem, já que os engenheiros tentaram consertar o problema. Enquanto a aeronave estava a caminho de Jacarta, tinha problemas em manter uma altitude constante, com os passageiros dizendo que era como "uma montanha-russa". O diretor executivo da Lion Air, Edward Sirait, disse que a mesma aeronave tinha um "problema técnico". "na noite de domingo (no final do último voo antes do acidente, do Aeroporto Internacional Ngurah Rai, em Bali, para o Aeroporto Internacional Soekarno-Hatta, em Jacarta), mas havia sido tratado de acordo com os manuais de manutenção emitidos pelo fabricante. Os engenheiros declararam que a aeronave estava pronta para decolar na manhã do acidente. Em 30 de outubro, no entanto, o Ministério de Transportes da Indonésia ordenou que todas as companhias aéreas do país realizassem inspeções de emergência em suas aeronaves 737 MAX 8. O ministério também lançaria uma auditoria especial na Lion Air para ver se havia problemas com seu sistema de gerenciamento.
A Agência Meteorológica, Climatológica e Geofísica da Indonésia (BMKG) relatou que o tempo durante o acidente estava bom, com ventos a 9,25 km/h do noroeste. A visibilidade era boa sem nuvens cumulonimbus.
Uma equipe da Boeing e do governo dos EUA chegou em 31 de outubro para ajudar na investigação. A Boeing forneceu um técnico e um engenheiro. A equipe do governo dos EUA era composta por membros do National Transportation Safety Board. Uma equipe de Singapura, que já havia chegado na noite de 29 de outubro, deveria prestar assistência na recuperação dos registradores de voo da aeronave. O Gabinete de Investigação de Acidentes Aéreos da Malásia (AAIB) também ofereceu assistência ao NTSB indonésio.
Especialistas em aviação observaram que havia algumas anormalidades na altitude e na velocidade do Voo 610. Apenas três minutos depois do voo, o capitão pediu permissão ao controlador para retornar ao aeroporto, pois havia problemas de controle de voo. Com cerca de oito minutos no voo, a aeronave desceu por cerca de 500 pés e sua altitude continuou a flutuar. A velocidade média do voo 610 foi de cerca de 300 nós, o que foi considerado pelos especialistas como incomum, já que normalmente as aeronaves em altitudes inferiores a 8 000 pés são restritas a uma velocidade de 250 nós. Dez minutos no voo, a aeronave caiu mais de 3 000 pés. A última altitude registrada da aeronave foi de 2 500 pés.
O The Boston Globe especulou que os tubos de pitot, usados no sistema de indicação da velocidade aerodinâmica, podem ter desempenhado um papel no acidente; eles desempenharam um papel em acidentes anteriores semelhantes.
O chefe do Hospital de Polícia, Musyafak, disse que foi feito um exame das partes do corpo, e esse indicou que era improvável que houvesse uma explosão ou incêndio no avião.
Em 5 de novembro, o NTSB anunciou que o voo 610 ainda estava intacto quando caiu no mar e bateu em alta velocidade, citando o tamanho relativamente pequeno dos pedaços de destroços. O impacto foi tão poderoso que a parte mais forte da aeronave foi obliterada. O NTSB também afirmou que os motores do voo 610 ainda estavam funcionando quando impactaram o mar, indicado pelo alto RPM. Um exame mais aprofundado dos instrumentos da aeronave revelou que um dos indicadores de velocidade aerodinâmica da aeronave estava com defeito nos últimos quatro voos.

### Reações
Em 6 de novembro, o Wall Street Journal informou que a Boeing e a US Federal Aviation Administration, com base nas informações preliminares reunidas na investigação, planejavam publicar avisos sobre indicações errôneas de ângulo de ataque nas exibições de instrumentos do cockpit do 737 MAX em resposta ao acidente da Lion Air. O relatório afirma que, com base em descobertas preliminares, acredita-se que o mau funcionamento dos sensores AOA pode levar o computador de bordo a acreditar que a aeronave está estolando (perda de sustentação), fazendo com que ela automaticamente inicie um mergulho. A Administração Federal de Aviação (Federal Aviation Administration) instou todas as companhias aéreas que operam o Boeing 737 MAX 8s a atender aos avisos.
Em 7 de novembro, o NTSB confirmou que havia problemas com os sensores de ângulo de ataque (AoA) do Flight 610. A aeronave teve um problema de velocidade no ar nos últimos quatro voos, incluindo o voo para Denpasar. O problema é que os engenheiros de Bali substituíram a aeronave, mas o problema persistiu no penúltimo voo, de Denpasar a Jacarta. Apenas alguns minutos após a decolagem, a aeronave mergulhou abruptamente. A tripulação desse voo, no entanto, conseguiu controlar a aeronave e decidiu voar a uma altitude inferior à normal. Eles então conseguiram pousar a aeronave com segurança e registraram uma diferença de vinte graus entre as leituras do sensor AoA esquerdo e o sensor direito. O chefe do NTSB, Soerjanto Tjahjono, disse à imprensa que as futuras reportagens ou ações, promulgadas para evitar problemas semelhantes em aeronaves similares, seriam decididas pela Boeing e pelas autoridades de aviação dos EUA.
Durante o treinamento de diferença, pilotos da American Airlines e Southwest Airlines convergiram de modelos anteriores do Boeing 737 Next Generation para o 737 MAX não foram informados sobre o Sistema de Aumento de Características de Manobra (MCAS) ligado ao acidente fatal, deixando-os preocupados com o fato de possivelmente não estarem treinados. respeito a outras diferenças. Em novembro de 2018, a Aviation Week revisou o manual de operações da 737 MAX e constatou que não mencionou o MCAS.
Os motores CFM International LEAP do 737 MAX têm uma maior taxa de desvio e possuem uma nacele maior do que os motores dos modelos Boeing 737 anteriores, de modo que os motores são colocados mais altos e mais avançados em relação à asa do que nos modelos anteriores. Isso desestabiliza a aeronave em campo em ângulos mais altos de ataque; Para lidar com isso, o sistema de aumento de controle de voo do MCAS é montado no 737 MAX. Os ex-engenheiros da Boeing expressaram a opinião de que um comando do nariz para baixo acionado por um ponto único de falha do sensor é uma falha de projeto se a tripulação não estiver preparada, e a FAA estava avaliando a possível falha e investigando se o treinamento de transição dos pilotos é adequado.
Em 15 de novembro, a Associação de Pilotos de Linha Aérea dos EUA (ALPA), o maior sindicato, representando 61 000 pilotos, pediu à FAA e ao NTSB para garantir que os pilotos recebam todas as informações relevantes, abordando uma "potencial e significativa deficiência de segurança do sistema de aviação". A divisão da United Airlines da ALPA, em linha com sua administração, discorda, pois o manual do piloto 737 inclui um procedimento padrão para encerrar o comportamento de controle de voo e descartou a implicação do MCAS no acidente como "especulação" baseada no alerta de segurança da Boeing. boletim e da diretriz de aeronavegabilidade da FAA.

## Na cultura popular
A Série de TV Mayday do National Geographic Channel estreou em 5 de abril de 2021 um episódio mostrando os acontecimentos que levaram ao acidente envolvendo o voo 610 da Lion Air intitulado "Grounded: Boeing Max 8" ("O Mistério do Boeing Max 8" no Brasil).